# Stazione di Shōwajima
La stazione di Shōwajima (昭和島駅?, Shōwajima-eki) è una stazione ferroviaria di Tokyo nel quartiere di Ōta ed è servita dalla monorotaia di Tokyo.

## Storia
La stazione fu aperta nel 1985 e a partire dal 2002 accetta anche la carta ricaricabile Suica per il pagamento dei biglietti.

## Linee
Tokyo Monorail Co., Ltd.
● Monorotaia di Tokyo

## Struttura
La stazione è costituita da due binari su viadotto con due marciapiedi laterali.
| Binario est   | ● Monorotaia di Tokyo | per Aeroporto Haneda Terminal 1 e Aeroporto Haneda Terminal 2 |
| Binario ovest | ● Monorotaia di Tokyo | per Ryūtsū Center, Tennōzu Isle e Hamamatsuchō                |

## Stazioni adiacenti
| «                                       | Servizio            | »                   |
| Monorotaia di Tokyo                     | Monorotaia di Tokyo | Monorotaia di Tokyo |
| --------------------------------------- | ------------------- | ------------------- |
| Ryūtsū Center                           | Locale              | Seibijō             |
| Il rapido e lo Haneda Express non ferma |                     |                     |